# Белгородский центр народного творчества
Белгородский центр народного творчества (Государственное учреждение культуры «Белгородский государственный центр народного творчества», ГУК «БГЦНТ») — головное организационно-методическое учреждение Белгородской области, объединяющее работу клубных учреждений, творческих коллективов области.

## История
Основные функции Центра: изучение, сохранение и развитие традиционной народной культуры, оказание методической и консультационной помощи районным организационно-методическим службам и культурно-досуговым учреждениям области, повышение квалификации и переподготовка кадров, проведение различных культурно-досуговых мероприятий, информационно-аналитическая, репертуарно-издательская деятельность.
Вновь образованной в 1954 году области была передана сеть культурно-просветительных учреждений Курской области: более 900 клубов, 300 киноустановок и одна музыкальная школа. 4 августа 1955 года приказом по управлению культуры Белгородской области был создан областной Дом народного творчества.
Первым директором стала выпускница Харьковского музыкального училища — 20-летняя Галина Яковлевна Кленова (в замужестве Откидач).
В 2003 году Центр был признан победителем Всероссийского смотра-конкурса на звание «Лучший Дом народного творчества Российской Федерации». 
2006 году получен Грант Президента Российской Федерации для поддержки творческих проектов общенационального значения в области культуры и искусства.
С сентября 2009 года коллектив возглавляет Максимчук Юрий Георгиевич — заслуженный работник культуры Российской Федерации.

## Структура
В состав Центра входят:
- Детский оркестр духовых инструментов;
- Детский вокально-хореографический ансамбль «Карусель»;
- Детский фольклорный театр «Лапоточки»;
- Детская самодеятельная музыкально-театральная студия «Лествица»;
- Группа художественной гимнастики «Флайн»;
- Музыкально-театральная студия «Звуки музыки»;
- Народный ансамбль «Былина»;
- Студия русского народного танца;
- Фольклорный ансамбль «Пересек»;
- Оркестр духовых инструментов;
- Студия бального танца «Престиж»;
- Хор русской песни
- Клубное объединение «Надежда»;
- Народный ансамбль русских народных инструментов «Жалейка»;
- Народный ансамбль бального танца «Грация»;
- Театр-студия;
- Ансамбль «Трио лир».